# Again K-가스펠
《Again K-가스펠》은 K-가스펠에 담지 못한 뒷이야기와 은혜를 나누는 CTS기독교TV의 찬양 간증 프로그램이다.

## MC
- 송정미= 가수